# Cầu Thống Nhất
Cầu Thống Nhất (통일대교; Hanja: 統一大橋; Hán-Việt: Thống Nhất đại kiều) là cây cầu đường bộ nối liền hai bờ sông Imjin tại huyện Munsan, thành phố Paju, Hàn Quốc. Cầu Thống Nhất cách công viên du lịch Imjingak khoảng hơn 1km.
Cây cầu có chiều dài 900m và rộng 24m với 4 làn xe. Khởi công tháng 12 năm 1993, cây cầu được khánh thành và đưa vào sử dụng ngày 15 tháng 6 năm 1998. Tại thời điểm xây dựng, cây cầu được gọi với tên cầu Tự do hay cầu Imjin nhưng khi khánh thành thì nó được gọi tên chính thức là cầu Thống Nhất. Ngày 16 tháng 6, một ngày sau khi khánh thành, chủ tịch tập đoàn Hyundai, Chung Ju-young, đã tự lái ô tô qua cây cầu này.

## Hạn chế lưu thông
Đường Tự do sau khi chạy dọc sông Hàn và sông Imjin sẽ gặp đường Thống Nhất tại giao lộ Tự do gần công viên Imjingak. Từ giao lộ này, đường Thống Nhất sẽ qua cầu Thống Nhất vượt sông Imjin rồi sau đó chia hai: một hướng đi thẳng để đến Trại Bonifas và Khu vực an ninh chung, một hướng rẽ trái về hướng ga Dorasan và vượt giới tuyến quân sự để tiến về Khu công nghiệp Kaeseong. Bờ phía nam của sông Imjin là ranh giới của Khu vực Kiểm soát Dân sự vì vậy các phương tiện phải có giấy phép mới được lưu thông qua cầu này.
Xe buýt duy nhất đi qua cây cầu này là tuyến Paju 93 với bến xa nhất về phía Bắc là làng Daeseong-dong hay còn được gọi là làng Tự do.
Tất cả xe của các tour du lịch đi ga Dorasan, đường hầm số 3 hay Khu vực an ninh chung đều phải dừng lại để kiểm tra trước khi qua cầu.